# Ermita de la Virgen de Loreto (Montaberner)
La ermita de la Virgen de Loreto o de la Colata  es una ermita situada en el camino de la Colata, en el municipio de Montaberner, a unos 2 km del pueblo. Es Bien de Relevancia Local con identificador número 46.24.173-002.

## Historia
Se edificó en 1906. Se abre al inicio de las fiestas patronales para realizar el traslado de la imagen de la Virgen a la iglesia parroquial. Al acabar las festividades, se devuelve la Virgen a su lugar en la ermita.

## Descripción
Se trata de un edificio exento de planta rectangular. Frente a él hay una pequeña plazoleta definida por un muro bajo de bloques de hormigón.
El templo, de pequeño tamaño, presenta un aspecto esbelto. En los muros laterales hay ventanas ojivales alargadas, tres en cada lado. Una séptima ventana como las anteriores se abre en la fachada, sobre la puerta. La puerta emplanchada es de medio punto y está rodeada por arquivolta y guardapolvo de tejadillo. La fachada presenta en sus esquinas sendos pilares que sobresalen. La cornisa es triangular. El edificio no presenta torre campanario ni espadaña.
El interior sigue el estilo neogótico y es muy luminoso. Se encuentran en él bancos a ambos lados. La única nave está cubierta con  bóveda de crucería. El presbiterio está limitado por una barandilla de hierro y cubierto con una bóveda estrellada. En el presbiterio hay un templete de escayola que forma como un baldaquino en cuya hornacina central se venera la imagen  de la titular.